# Johann Carl Khevenhüller

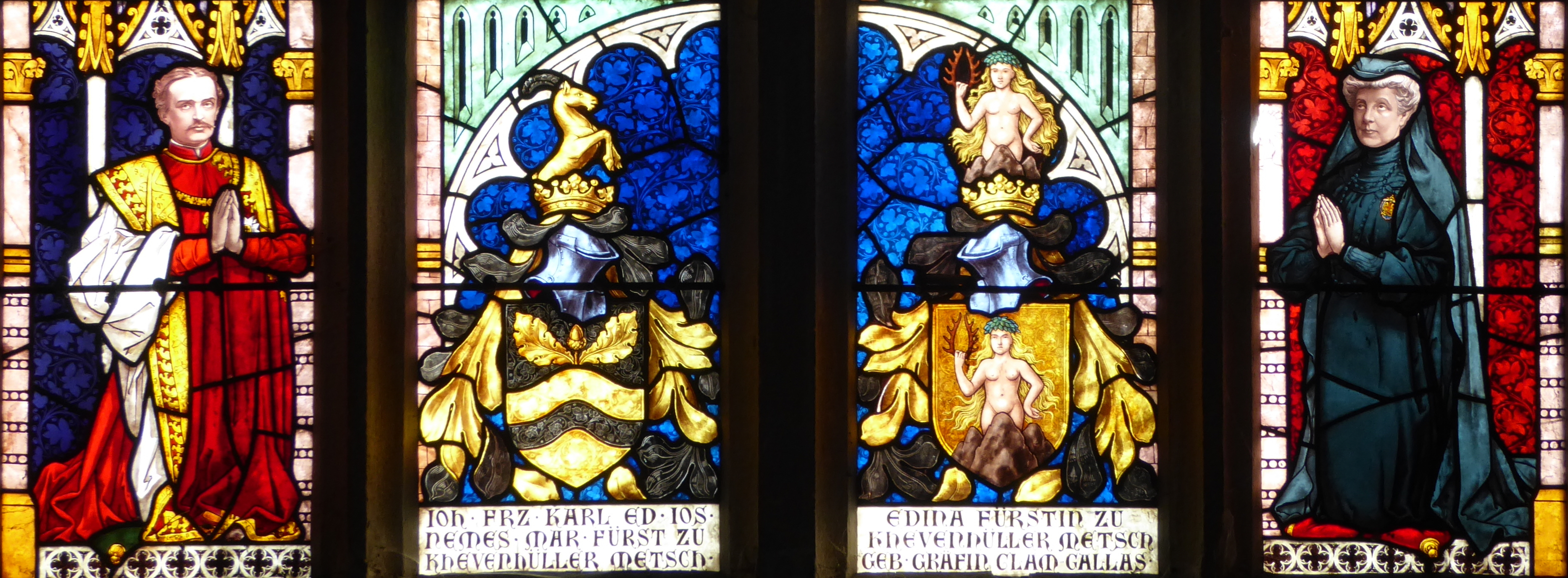
Johann Carl Khevenhüller und Edina, geb. Clam-Gallas, auf einem Glasfenster in der Burgkapelle Hardegg

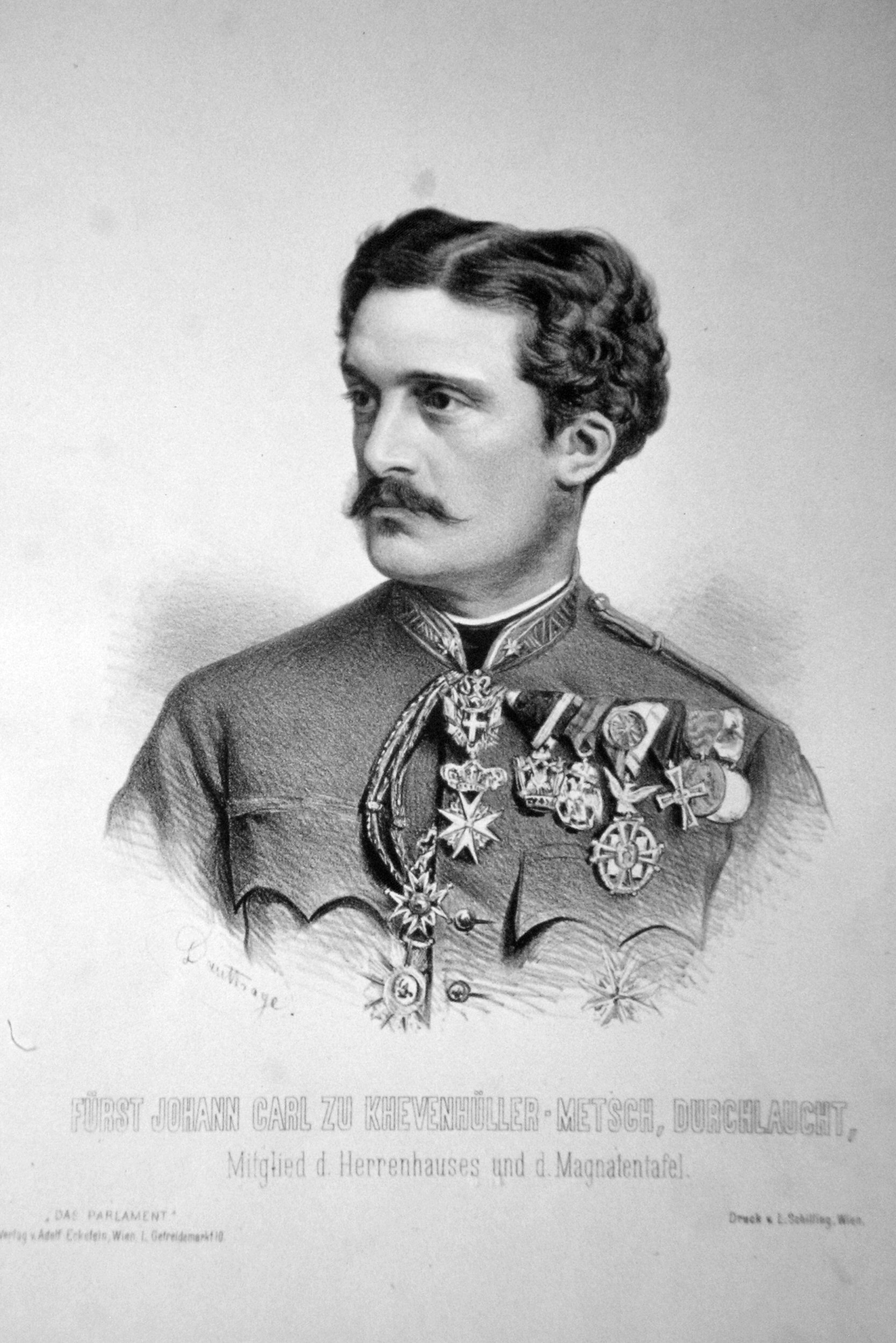
Johann Carl von Khevenhüller. Lithographie von Adolf Dauthage, ca. 1880

Johann Carl von Khevenhüller (* 19. Dezember 1839 auf Schloss Ladendorf; † 11. September 1905 auf Schloss Riegersburg) war ein österreichischer Adeliger und Teilnehmer des österreichischen Freiwilligenkorps in Mexiko.

## Familie
Johann Carl entstammte der nachgeborenen Linie der österreichischen Adelsfamilie Khevenhüller 
und wurde als ältester Sohn des Fürsten Richard von Khevenhüller-Metsch (1813–1877) und der  Antonia von Lichnowsky-Werdenberg (1818–1870) auf Schloss Ladendorf geboren. Er war Majoratserbe seiner Linie und wuchs dort und in Wien auf. Er trat der kaiserlichen Armee bei und erwarb den Rang eines Rittmeisters.
Auf Grund von Schulden meldete er sich freiwillig zum österreichischen Freiwilligenkorps, das Kaiser Maximilian nach Mexiko begleitete.

## In Mexiko
Am 19. November 1864 schiffte sich Johann Carl im französischen Hafen St. Nazaire nach Mexiko ein und landete am 7. Dezember in Vera Cruz, insgesamt bestand das Österreichische Korps in Mexiko aus über 7.000 Freiwilligen. Nach dem Abzug der französischen Truppen 1866 blieb Johann Carl mit weiteren 800 österreichischen Soldaten im Lande und baute aus den Resten des österreichischen Korps ein Reiterregiment, die „roten Husaren“, benannt nach ihren grellroten Uniformen.
Nach der Erschießung Maximilians (19. Juni 1867) in Querétaro und dem Ende der Kämpfe verhandelte Johann Carl mit General Porfirio Díaz über den Abzug der österreichischen Soldaten aus Mexiko. Aus den Verhandlungen entwickelte sich eine Freundschaft zwischen Khevenhüller und Díaz, dem späteren Präsidenten Mexikos.
Über New Orleans reiste er zurück nach Europa, wo er im September 1867 eintraf.

## Sein Leben nach Mexiko
In den nächsten Jahren war er viel auf Reisen, 1868/69 beteiligte er sich an einer Afrika-Expedition. 1871 heiratete er Eduardine Gräfin Clam-Gallas (* 3. November 1851; † 2. August 1925) und bezog mit ihr Schloss Riegersburg an der Grenze von Wein- und Waldviertel; die Ehe blieb kinderlos. Er wurde von den Liberalen in den österreichischen Reichsrat gewählt und gehörte diesem bis 1877 an, als er die Nachfolge seines Vaters im Herrenhaus antrat.
In seinen späteren Jahren widmete sich Khevenhüller dem Wiederaufbau und der Restaurierung seiner Burg Hardegg, in der er auch eine Familiengruft einrichten ließ. Johann Carl hielt auch die Erinnerung an seine Jahre in Mexiko aufrecht und baute ein Mexiko-Museum in der Burg Hardegg auf. 30 Jahre nach dem Tod Maximilians vermittelte er durch seine Freundschaft mit Porfirio Díaz die Wiederaufnahme diplomatischer Beziehungen zwischen Österreich und Mexiko und initiierte den Bau einer Maximilian-Gedächtniskirche in Queretaro.
Er liegt begraben in der Familiengruft auf Burg Hardegg.